# Лосини

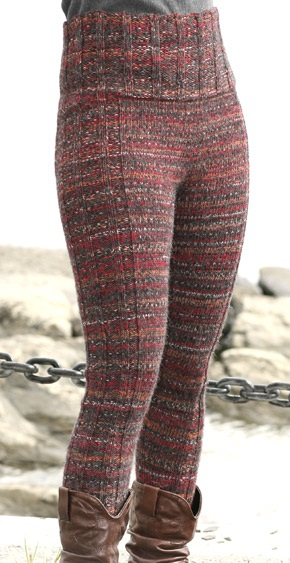
Шерстяні краги

Лоси́ни або ле́гінси (англ. leggings, від leg — «нога»; первісно — «захист для ніг») — тип обтислого одягу, що покриває ноги.

## Історія
Історично лосинами називали штани з лосячої шкіри, звідти й пішла назва. Використовувались як елемент військової форми з початку XVIII століття. Сучасні лосини — це вироби панчішно-шкарпеткові групи, які можна також носити в поєднанні з сукнею або спідницею.

## Сучасність
У сучасному мовленні термін лосини вживають щодо тугого одягу з щільною посадкою, що простягаються від талії до щиколоток.
У США їх інколи називають tights (це слово означає також непрозорі панчохи).
Спочатку лосини складалися з двох окремих елементів, окремо на кожну ногу.
Сучасні лосини, як правило, виготовлені з лайкри (спандексу), нейлону, бавовни або поліестеру (або суміші цих волокон), але вони також можуть бути зроблені з вовни, шовку та інших матеріалів, доступні в безлічі кольорів та декоративних дизайнах.
Лосини іноді носять без одягання будь-чого поверх них, таким чином повністю виставляючи напоказ свої ноги. Більш традиційно їх носять так, що вони частково прикриваються коштом іншого одягу, такого як спідниці, великі футболки або шорти. Вони можуть навіть повністю покриватися елементами верхнього одягу, наприклад довгою спідницею. Лосини, як правило, доходять лише до кісточок ніг, але деякі з них прикривають частину ступні. Окремі моделі лосин бувають коротшими, ніж зазвичай. Лосини одягають, аби тримати ноги людині в теплі, застосовують для захисту шкіри від тертя під час активної фізичної діяльності, а також як декоративний або модний одяг. Їх використовують чоловіки й жінки під час фізичних вправ, але також їх носять повсякденно.